# Epaminondas Nunes de Ávila e Silva
Dom Epaminondas Nunes d'Ávila e Silva (Serro, 4 de julho de 1869 — Rio de Janeiro, 29 de junho de 1935) foi um bispo católico brasileiro de Taubaté.

## Biografia
Dom Epaminondas nasceu em Serro, Minas Gerais, filho de Maria Cândida Senhorinha Nunes de Ávila e Silva e de Francisco de Ávila e Silva, major da Guarda Nacional. Foi batizado em 21 de agosto do mesmo ano, na matriz de sua cidade, pelo vigário Cândido Augusto de Melo, sendo seus padrinhos Francisca Augusta de Almeida e Silva, sua irmã, e o esposo desta, o capitão Antônio Generoso de Almeida e Silva. Em 27 de setembro de 1873, na mesma matriz de Serro, foi crismado por D. João Antônio dos Santos, bispo diocesano, tendo como padrinho o Dr. Joaquim Bernardes Pereira de Queirós.
Após concluir o primário na escola de sua cidade natal, em 4 de outubro de 1882, matriculou-se no Seminário Diocesano de Diamantina, onde fez todo o curso secundário, além de Filosofia e Teologia. Recebeu o presbiterato das mãos de D. João Antônio em 17 de julho de 1892.
Dom Epaminondas retornou então à paróquia de Serro, onde passou a exercer suas ordens como auxiliar do reverendo José Maria dos Reis, até que, em 2 de agosto de 1896, tomou posse da referida paróquia para a qual foi provisionado e onde permaneceu até o dia de sua eleição episcopal.
Foi nomeado cônego honorário da Catedral de Diamantina por Dom João Antônio, o qual era seu parente, e, por Dom Joaquim Silvério de Sousa, consultor episcopal, examinador sinodal e vigário forâneo da comarca de Bom Conselho.
No consistório de 29 de abril de 1909, o papa Pio X elegeu-o bispo da Diocese de Taubaté. Foi sagrado por Dom Joaquim Silvério em 8 de setembro do mesmo ano e sua posse pessoal da diocese ocorreu em 21 de novembro.